# Grevillea jephcottii
Grevillea jephcottii är en tvåhjärtbladig växtart som beskrevs av James Hamlyn Willis. Grevillea jephcottii ingår i släktet Grevillea och familjen Proteaceae. Inga underarter finns listade i Catalogue of Life.